# نادي بومبليموس
نادي بومبليموس هو نادي كرة قدم من موريشيوس ينتمي لمقاطعة بومبلوموس. يلعب في دوري موريشيوس.

## الإنجازات
- دوري موريشيوس

البطولة (6): 2005-06 / 2010 / 2011-12 / 2016-17 / 2017-18 / 2018-19
- كأس موريشيوس

البطولة (3): 2009 / 2016 / 2018

## المشاركات في البطولات الخارجية
- دوري أبطال أفريقيا: مشاركتين

2007 – الدور التمهيدي
2018 – الدور التمهيدي
- كأس الكونفيدرالية الأفريقية: مشاركتين

2010 – الدور التمهيدي
2017 – الدور التمهيدي